# Nadine Opgen-Rhein
Nadine Opgen-Rhein, född 1976, är en tysk kanotist.
Hon tog bland annat VM-guld i K-2 1000 meter i samband med Sprintvärldsmästerskapen i kanotsport 2001 i Poznań.